# Ґуткув (Мазовецьке воєводство)
Ґуткув (пол. Gutków) — село в Польщі, у гміні Сонськ Цехановського повіту Мазовецького воєводства.
Населення — 230 осіб (2011).
У 1975-1998 роках село належало до Цехановського воєводства.

## Демографія
Демографічна структура станом на 31 березня 2011 року:
|          | Загалом | Допрацездатний вік | Працездатний вік | Постпрацездатний вік |
| -------- | ------- | ------------------ | ---------------- | -------------------- |
| Чоловіки | 112     | 18                 | 83               | 11                   |
| Жінки    | 118     | 28                 | 62               | 28                   |
| Разом    | 230     | 46                 | 145              | 39                   |